# Salbader
Als Salbader wird ein seichter, frömmelnder Schwätzer bezeichnet, der meist einen vortragsartigen Monolog mit vorgetäuschtem Fachwissen hält.
Die Herkunft des Wortes ist nicht gesichert. Bezeugt ist es seit dem 17. Jahrhundert zuerst als Bezeichnung für seichtes Geschwätz. Am wahrscheinlichsten ist die Herleitung von „Salz“ (Sal, Sole) und „Bader“, könnte also bedeuten „jemanden mit Salzwasser baden“ mit dem Hintergrund, dass sich in Salzwasser die Seife nicht löst. Auch die Nähe zu salben im Sinne von salbungsvoll daherreden ist möglich. Um 1800 verwendete man auch das Verb salbadern im oben genannten Sinne, nämlich frömmelnd, heuchlerisch und oberflächlich reden.